# دافست (اوفس)
شهرستان دافست یا دابست (به زبان مغولی: Давст сум، [Davst sum]؛ ᠳᠠᠪᠤᠰᠤᠲᠤ ᠰᠤᠮᠤ، [dabusutu sumu]) یک شهرستان (سُوم) در مغولستان است که در استان اوفس واقع شده‌است.

## تقسیمات اداری
شهرستان دافست متشکل از ۳ قصبه (باغ) می‌باشد، شامل:
- خاندغایت (مغولی: Тохилог баг، [Toxilog bag]؛ ᠲᠣᠬᠢᠯᠢᠭ ᠪᠠᠭ، [toqiliɣ baɣ])
- جون‌خوبو (مغولی: Зүүнхөвөө баг، [Züünxövöö bag]؛ ᠵᠡᠭᠦᠨ ᠬᠥᠪᠡᠭᠡ ᠪᠠᠭ، [jegün köbege baɣ])
- خاندغایت (مغولی: Хандгайт баг، [Xandgajt bag]؛ ᠬᠠᠨᠳᠠᠭᠠᠶᠲᠤ ᠪᠠᠭ، [qandaɣaitu baɣ])